# Келмецую-де-Сус (комуна)
Келмецую-де-Сус (рум. Călmățuiu de Sus) — комуна у повіті Телеорман в Румунії. До складу комуни входять такі села (дані про населення за 2002 рік):
- Іонашку (482 особи)
- Бекелешть (1299 осіб)
- Келмецую-де-Сус (1046 осіб) — адміністративний центр комуни

Комуна розташована на відстані 111 км на південний захід від Бухареста, 42 км на захід від Александрії, 86 км на схід від Крайови.

## Населення
За даними перепису населення 2002 року у комуні проживали 2827 осіб.
Національний склад населення комуни:
| Національність   | Кількість осіб | Відсоток |
| ---------------- | -------------- | -------- |
| румуни           | 2821           | 99,8%    |
| цигани           | 3              | 0,1%     |
| угорці           | 1              | < 0,1%   |
| росіяни-липовани | 1              | < 0,1%   |
| серби            | 1              | < 0,1%   |

Рідною мовою назвали:
| Мова      | Кількість осіб | Відсоток |
| --------- | -------------- | -------- |
| румунська | 2826           | > 99,9%  |
| російська | 1              | < 0,1%   |

Склад населення комуни за віросповіданням:
| Релігія     | Кількість осіб | Відсоток |
| ----------- | -------------- | -------- |
| православні | 2790           | 98,7%    |
| адвентисти  | 34             | 1,2%     |
| унітарії    | 3              | 0,1%     |